# Макартур (Огайо)
Макартур (англ. McArthur) — селище (англ. village) в США, в окрузі Вінтон штату Огайо. Населення — 1783 особи (2020).

## Географія
Макартур розташований за координатами 39°14′46″ пн. ш. 82°28′43″ зх. д. / 39.24611° пн. ш. 82.47861° зх. д. (39.246035, -82.478691).  За даними Бюро перепису населення США в 2010 році селище мало площу 3,46 км², з яких 3,44 км² — суходіл та 0,02 км² — водойми.

## Демографія
Згідно з переписом 2010 року, у селищі мешкала 1701 особа в 700 домогосподарствах у складі 451 родини. Густота населення становила 492 особи/км².  Було 771 помешкання (223/км²).
Расовий склад населення:
| - 98,1 % — білих - 0,8 % — корінних американців - 0,1 % — чорних або афроамериканців |

До двох чи більше рас належало 0,8 %. Частка іспаномовних становила 0,8 % від усіх жителів.
За віковим діапазоном населення розподілялося таким чином: 27,5 % — особи молодші 18 років, 57,2 % — особи у віці 18—64 років, 15,3 % — особи у віці 65 років та старші. Медіана віку мешканця становила 35,3 року. На 100 осіб жіночої статі у селищі припадало 84,3 чоловіків;  на 100 жінок у віці від 18 років та старших — 81,3 чоловіків також старших 18 років.
Середній дохід на одне домашнє господарство  становив 47 084 долари США (медіана — 38 542), а середній дохід на одну сім'ю — 53 198 доларів (медіана — 47 222). Медіана доходів становила 34 286 доларів для чоловіків та 29 688 доларів для жінок. За межею бідності перебувало 23,2 % осіб, у тому числі 33,5 % дітей у віці до 18 років та 8,5 % осіб у віці 65 років та старших.
Цивільне працевлаштоване населення становило 754 особи. Основні галузі зайнятості: освіта, охорона здоров'я та соціальна допомога — 31,4 %, виробництво — 17,6 %, роздрібна торгівля — 10,6 %, будівництво — 8,9 %.